# 覆鐤金
覆鐤金，是臺灣嘉義縣竹崎鄉的一個傳統地域名稱，位於該鄉北部略偏西。相較於今日行政區，其範圍大致包括復金村、竹崎村北端及西北端（牛稠溪右岸）、和平村西半葉的東北端。

## 歷史
台灣日治初期，覆鐤金地區為一街庄（舊制街庄），稱為「覆鐤金庄」，隸屬於大目根堡。該庄西北與沙坑仔庄為鄰，北與大草埔庄為鄰，北與緞厝藔庄為鄰，南邊隔牛稠溪與瓦厝埔庄、竹頭崎庄為界，西邊為羗仔科庄。
1901年（日治明治三十四年）11月11日，全台設置二十廳，該庄隸屬於嘉義廳。1904年（明治三十七年）2月15日，該庄編入「竹頭崎區」，隸屬於嘉義廳。1909年（明治四十二年）10月25日，全台整併二十廳為十二廳，該庄仍隸屬於嘉義廳。1910年（明治四十三年）1月18日，該庄改編入「鹿蔴產區」，仍隸屬於嘉義廳。
1920年（大正九年）10月1日，全台廢十二廳改設五州二廳，該庄改制為「覆鐤金」大字，隸屬於臺南州嘉義郡竹崎庄（新制街庄）。
戰後竹崎庄改制為竹崎鄉，隸屬於臺南縣，大字亦改制為村。1950年（民國39年）10月，雲、嘉、南分治，竹崎鄉改隸屬於嘉義縣。

## 聚落
本地區發展較早的聚落有溪角、東廣藔、灣岳（灣丘）、覆鐤金、潭仔頭、水底藔等，在日治期初期的官方地圖上已有記載。此外，本地區尚有溪湖聚落。

## 交通
阿里山林業鐵路又稱「阿里山森林鐵路」，主線由嘉義通往阿里山，在本地區設有木履寮車站。該鐵路主線因部分路段損毀，目前僅營運嘉義至十字路區間，但未停靠本車站。
省道台3線俗稱「內山公路」，是臺北至屏東的幹道，經過本地區溪湖聚落。由該道路北行可前往梅山鄉、雲林縣古坑鄉、斗六市、林內鄉等地；南行可前往竹崎鄉竹崎市區、番路鄉西北部、中埔鄉、番路鄉南部、大埔鄉等地。
鄉道嘉115線是隘寮至白樹腳的道路。
鄉道嘉117線是木履寮至內埔的道路。
鄉道嘉120線是竹崎至塘湖的道路。
鄉道嘉179線是火炭埔至溪角的道路。